# Jemieljan Barykin
Jemieljan Ignatjewicz Barykin (ros. Емельян Игнатьевич Барыкин, ur. 20 lipca?/2 sierpnia 1902 we wsi Trostnaja obecnie w obwodzie briańskim, zm. 25 marca 1951 w Homlu) – radziecki działacz partyjny i dowódca partyzancki, Bohater Związku Radzieckiego (1944).

## Życiorys
Urodził się w rodzinie chłopskiej. Skończył szkołę podstawową, od 1915 pracował jako robotnik niewykwalifikowany w Briańsku, w 1922 skończył kursy pomocnika szefa stacji kolejowej w Kursku, później pracował na stacji kolejowej w Briańsku. Od 1925 służył w Armii Czerwonej, był komisarzem pułku kolejowego w Homlu, od 1928 należał do WKP(b). Po demobilizacji w 1928 ponownie pracował na stacji, w 1930 został pełnomocnikiem ds. kolektywizacji w rejonie trubczewskim w obwodzie orłowskim, w 1931 był pomocnikiem szefa stacji Uniecza Kolei Białoruskiej, ukończył kursy obrony przeciwlotniczej w Leningradzie i został szefem sztabu obrony przeciwlotniczej stacji Uniecza. Od 1935 był sekretarzem wydziału politycznego stacji Uniecza i ponownie szefem sztabu tamtejszej obrony przeciwlotniczej, od 1936 sekretarzem wydziału politycznego stacji Uniecza, a od 1937 instruktorem wydziału politycznego homelskiego oddziału Kolei Białoruskiej. W 1939 skończył szkołę partyjną i został sekretarzem biura partyjnego oddziału Kolei Białoruskiej w Homlu, a w 1940 sekretarzem rejonowego komitetu partyjnego w Homlu, od marca do lipca 1941 był III sekretarzem, później II sekretarzem Komitetu Miejskiego Komunistycznej Partii (bolszewików) Białorusi w Homlu.
W sierpniu 1941 brał udział w organizowaniu obrony Homla, był jednym z założycieli homelskiego pułku pospolitego ruszenia, jednocześnie organizował komunistyczne podziemie w Homlu i obwodzie homelskim. We wrześniu 1941 został komisarzem oddziału partyzanckiego "Bolszewik", jednocześnie był członkiem Podziemnego Komitetu Obwodowego KP(b)B i Komitetu Miejskiego KP(b)B w Homlu. Dowodzeni przez niego partyzanckiego przeprowadzili wiele ataków na niemieckie garnizony, wykoleili wiele pociągów i zniszczyli kilka zakładów zbrojeniowych. W listopadzie 1942 został szefem sztabu południowej grupy oddziałów partyzanckich obwodu homelskiego, 6 lutego 1943 powstała brygada partyzancka i zgrupowanie oddziałów partyzanckich; Barykin został szefem sztabu zgrupowania i otrzymał stopień pułkownika. W 1944 został zwolniony do rezerwy. Pracował jako sekretarz Komitetu Miejskiego KP(b)B w Homlu, w 1948 został sekretarzem Komitetu Obwodowego KP(b)B w Baranowiczach, jednocześnie od 1949 był członkiem Komisji Rewizyjnej KP(b)B i od 1947 do 1951 deputowanym do Rady Najwyższej Białoruskiej SRR 2 kadencji. Jego imieniem nazwano ulicę i szkołę w Homlu.

## Odznaczenia
- Złota Gwiazda Bohatera Związku Radzieckiego (1 stycznia 1944)[1]
- Order Lenina (1 stycznia 1944)
- Order Czerwonego Sztandaru (1943)
- Order Czerwonego Sztandaru Pracy (1949)
- Medal „Partyzantowi Wojny Ojczyźnianej” I klasy
- Medal „Partyzantowi Wojny Ojczyźnianej” II klasy

I inne.